# فرودگاه محلی ریورتون
 فرودگاه محلی ریورتون (به انگلیسی: Riverton Regional Airport) یک فرودگاه همگانی با کد یاتا RIW است که یک باند فرود آسفالت دارد و طول باند آن ۲۵۰۰ متر است. این فرودگاه در کشور ایالات متحده آمریکا قرار دارد و در ارتفاع ۱۶۸۴ متری از سطح دریا واقع شده است.